# جون الكسندر بويد
جون الكسندر بويد (بالإنجليزية: John Alexander Boyd)‏ هو قاضي ومحامي كندي، ولد في 23 أبريل 1837 في تورونتو في كندا، وتوفي بنفس المكان في 23 نوفمبر 1916.